# Maywood, Kalifornien
Maywood är en stad (city) i Los Angeles County, i delstaten Kalifornien, USA. Enligt United States Census Bureau har staden en folkmängd på 27 594 invånare (2011) och en landarea på 3,1 km².